# ناتالیا کوردوا-باکلی
ناتالیا کوردوا-باکلی (انگلیسی: Natalia Cordova-Buckley؛ زادهٔ ۲۵ نوامبر ۱۹۸۲) هنرپیشه اهل مکزیک است. وی از سال ۲۰۰۸ میلادی تاکنون مشغول فعالیت بوده‌است.
از فیلم‌ها یا برنامه‌های تلویزیونی که وی در آن نقش داشته‌است می‌توان به مک‌فارلند، آمریکا، کوکو و مأموران شیلد اشاره کرد.